# Баво
Баво (на немски: Bavo; на нидерландски: Sint Bavo, Sint Baaf, Bavon, Allowin, Allowinus, Bavonius, Baaf, † ок. 655) е Светия от 7 век в части на Нидерландия и във Фландрия, особено почитан в Гент. Чества се от римокатолическата и православната църква на 1/14 октомври.
Той е роден в Белгия и първоначално се казва Аловин (Allowin), граф от Хаспенгау в Белгия. Според легендата той е най-възрастният син на Пипин Ланденски (580 – 640), франкски майордом на Австразия и на съпругата му Ита от Нивел (592 – 652).
Той се жени за дъщерята на граф Адилио и има с нея дъщеря Аделтраут (Аделтрудис), която става по-късно абтиса в манастир Малбодиум. След смъртта на съпругата му Баво подарява своите неща на бедните и влиза в манастира в Гент, където умира през 655 г.